# Pseudischyrus extricatus
Pseudischyrus extricatus är en skalbaggsart som först beskrevs av George Robert Crotch 1873.  Pseudischyrus extricatus ingår i släktet Pseudischyrus och familjen trädsvampbaggar. Inga underarter finns listade i Catalogue of Life.